# ГЕС Nyongwon
ГЕС Nyongwon – гідроелектростанція у центральній частині Північної Кореї. Знаходячись перед ГЕС Тедонган, становить верхній ступінь в каскаді на річці Тедонган, яка протікає через столицю країни Пхеньян та впадає до Жовтого моря біля міста Нампхо.
В межах проекту, реалізація якого тривала 12 років та завершилась у 2005-му, Тедонган перекрили греблею, котра утворила витягнуте по долині річки на два десятки кілометрів водосховище. Неподалік від греблі знаходиться машинний зал з обладнанням потужністю у 135 МВт.
Окрім виробництва електроенергії, гідрокомплекс також виконує протиповеневу функцію.